# جانی هندریکس
جانی هندریکس (انگلیسی: Johny Hendricks؛ زادهٔ ۱۲ سپتامبر ۱۹۸۳) ورزشکار هنرهای رزمی ترکیبی اهل ایالات متحده آمریکا است.